# 千日戰爭
千日戰爭（西班牙語：Guerra de los Mil Días）是一場發生於1899年至1902年之間的哥倫比亞內戰，由哥倫比亞自由黨與其激進派聯手和哥倫比亞保守黨交戰。1899年，保守黨被指控使用欺詐的方式贏得選舉以維持執政權，同年咖啡價格在國際市場大跌，導致哥國國內發生經濟危機，成為戰爭爆發的導火線。

## 序幕
19世紀時，哥倫比亞的政治極度不穩定，1886年曾因1863年的憲法被更加集權且保守的新方案取代而引發衝突，甚至爆發了戰爭。由於1863年時為自由黨當政，當時的憲法常被保守派人士批評過度偏向聯邦制。
之後，隨著1886年新憲法的制定，保守黨的執政開始僅著重在政治問題方面，部分地方行政單位對此對中央政府抱怨。另一方面，錯誤的政治措施也間接導致地方經濟困難。

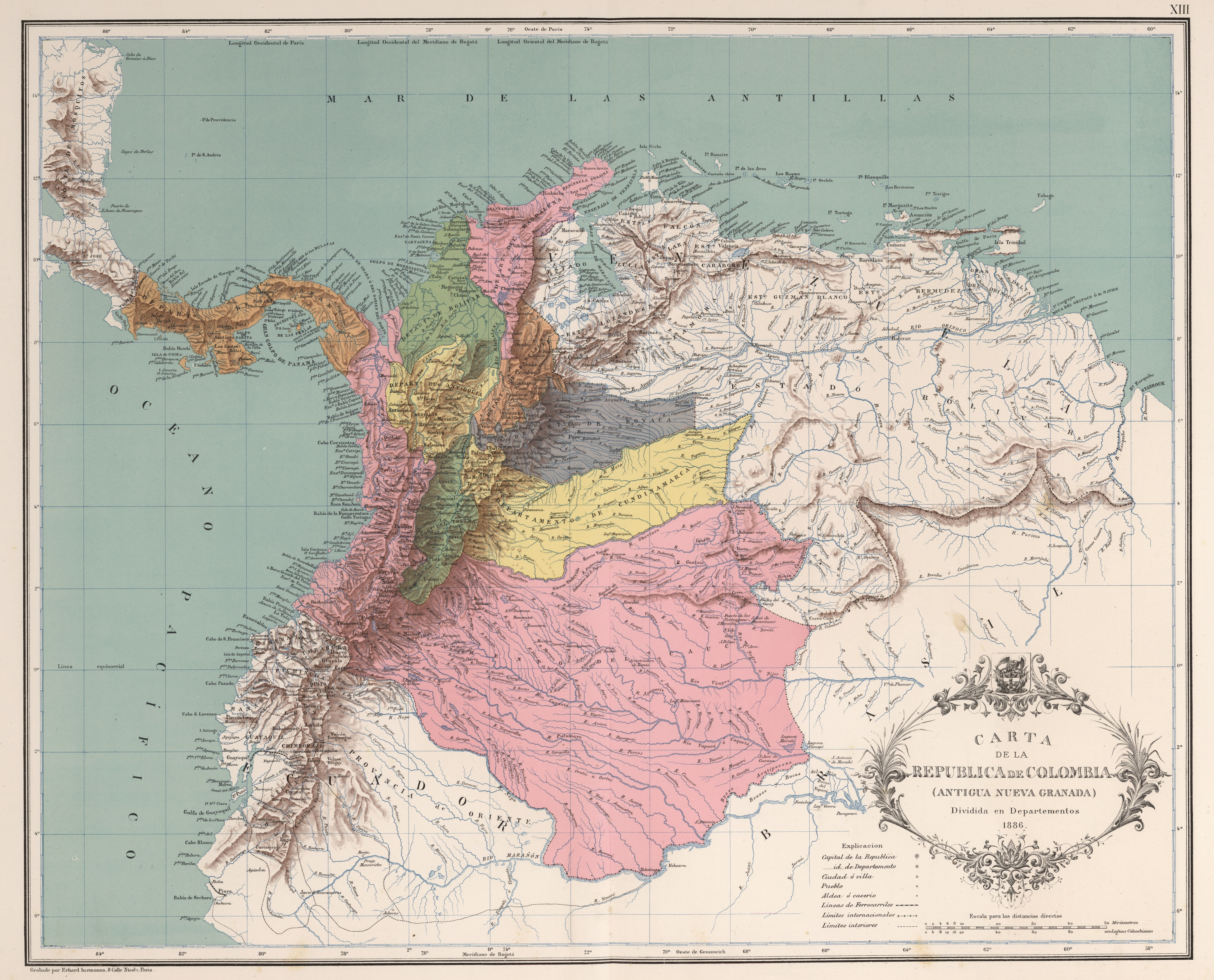
1890年哥倫比亞行政區劃

然而，引發戰爭的最主要原因還是自由派和保守派的相互對抗。保守黨被指控在選舉當中以欺詐的方式贏得勝利，此舉激怒了反對派人士。哥倫比亞總統曼努埃尔·安东尼奥·圣克莱门特則因病無法控制局勢，國內日益嚴重的政治對立環境和嚴峻的經濟情勢使得戰火一觸即發。

## 自由派開戰
自由黨原先擬定的開戰日期是1899年10月20日，但是因為一些自由黨將領過於輕率，把日期提前到了10月17日。當時許多自由黨人士認為團體缺乏規模及組織，而選擇持保留態度。即便如此，計畫仍在索科羅開始付諸施行，同時開戰人士期待鄰國委內瑞拉能給予援助。
另一方面，保守黨政府並未袖手旁觀，馬上派遣軍隊前往桑坦德省布卡拉曼加，但是政府經濟困難僅使用票券作為酬勞，部隊拒絕接受，所以實際上根本未曾抵達目的地。當時沒有人料想到戰火將會蔓延各處，對國家造成災難性打擊。

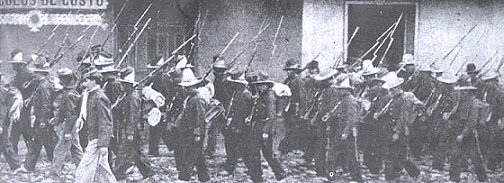
千日戰爭的保守黨軍隊

自由黨很快地於10月24日的馬格達萊納河戰鬥中落敗，但是保守派內部也出現了「歷史派」和「國家派」的分裂，兩派皆意圖爭奪國家大權。總統桑克萊門特的職務被何塞·曼努埃爾·馬羅金·里考爾特取代。為了作出回應，自由黨也提名了加百勒·瓦加斯·桑托斯（Gabriel Vargas Santos）參選總統。
隨著戰爭進展，情況越來越暴虐及殘忍。民眾被煽動參與狂熱的政黨活動，藉以爭取黨的勝利。
此時，在佩拉隆索（Peralonso）與帕隆格羅（Palonegro）的戰鬥造成慘重的傷亡。佩拉隆索方面，自由黨軍在拉斐尔·乌里韦·乌里韦的指揮下獲得勝利。在帕羅格羅方面，保守黨軍以慘烈損失的代價成功阻止了自由黨軍。

## 結束

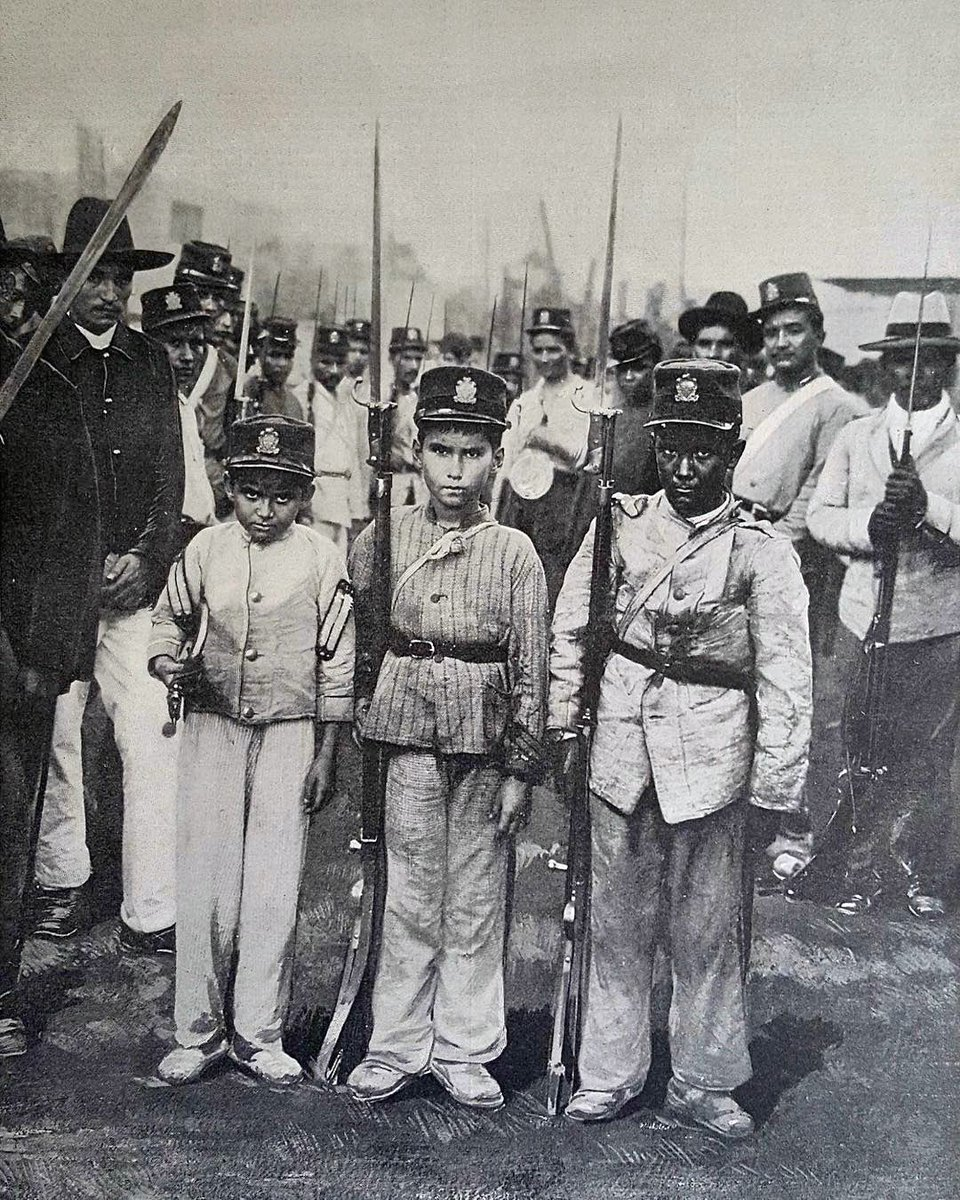
1895年在巴拿馬的童兵。包括千日戰爭在內，童兵於19世紀的哥倫比亞內戰佔有突出的地位。

帕隆格羅戰鬥過後，政黨對戰爭興趣盡失。隨著自由黨的敗北，黨內分裂成主和派與主戰派。保守黨的「國家派」則認為應該結束戰爭，將注意力放在巴拿馬和加勒比海海岸的問題上。
為了避免戰爭擴大至哥國以外，特別是使得委內瑞拉總統西普里亞諾·卡斯楚得以見縫插針，哥國總統馬羅金指揮軍隊切斷了委國對自由黨的援助。同時間自由黨軍被保守黨將軍特瓦爾（Juan B. Tovar）擊敗，帶領自由黨軍的烏魯比衡量自身能力不足以對抗敵軍，開始傾向有條件投降。

## 簽署和約
1902年10月24日，雙方在尼爾蘭迪亞簽署和約。然而巴拿馬的戰鬥仍持續至11月。1901年後期，自由黨的船艦「帕迪利亞將軍號」（Admiral Padilla）和智利海軍借給保守黨的船艦「勞塔羅號」（Lautaro）不斷進行戰鬥，最終「勞塔羅號」於隔年一月在巴拿馬城被擊沉。
隨後，美國總統西奧多·羅斯福為了保護巴拿馬運河的建設利益，派遣美國海軍進入了巴拿馬。自由黨將領班傑明·埃雷拉的軍隊受到威脅之下，被迫解除武裝。

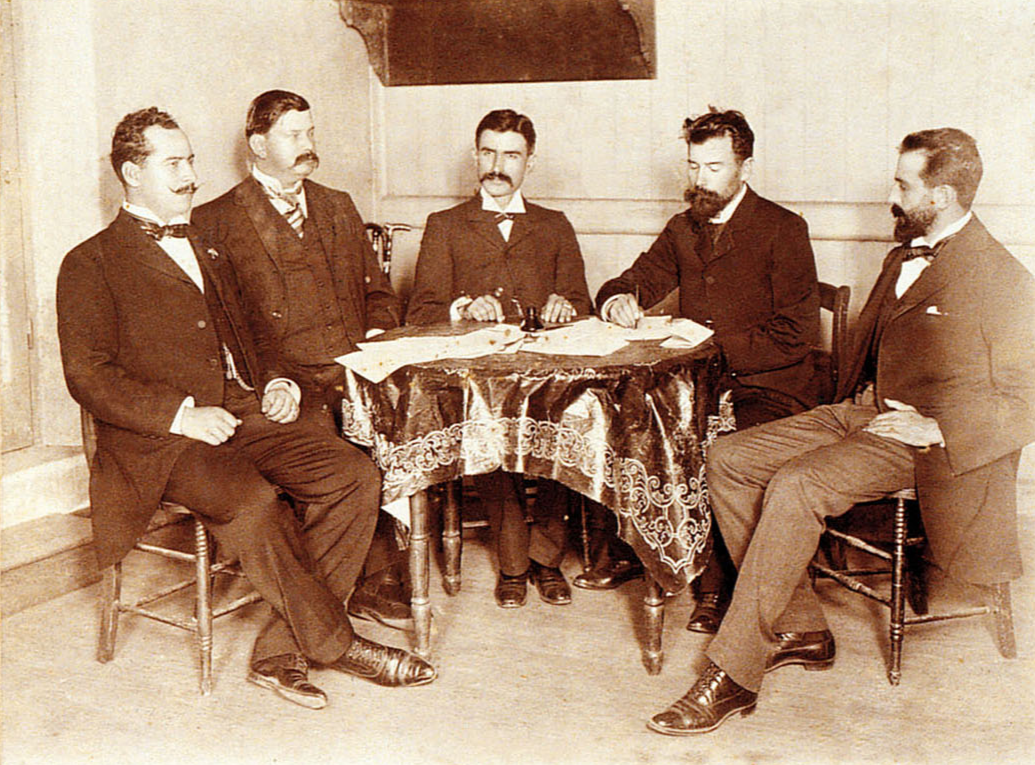
簽署威斯康辛合約

1902年11月21日，雙方在美國海軍的戰艦威斯康辛號上再次簽署和約。自由黨由負責考卡和巴拿馬聯合軍的盧卡斯·卡巴列爾·巴雷爾（Lucas Caballero Barrera）將軍、代表埃雷拉的尤西比奧·A.莫雷斯（Eusebio A. Morales）上校出席。保守黨方面的代表則是巴拿馬省省長維多·M.薩拉澤（Víctor M. Salazar）將軍和保守黨軍大西洋、太平洋、巴拿馬區主席艾菲多·瓦茲奎茲·科博（Alfredo Vázquez Cobo）將軍。雙方簽署和約後正式宣告戰爭結束。

## 相關小說
- 《百年孤寂》：哥倫比亞作家加夫列爾·賈西亞·馬奎斯於1967年出版的作品，敘述一個虛構的城鎮馬康多百年來的歷史。書中提到一名城鎮居民Aureliano Buendia上校參與了自由黨和保守黨的內戰。
- 《我憂鬱妓女的回憶（英语：Memories of My Melancholy Whores）》：加夫列爾·賈西亞·馬奎斯於2004年出版的作品。書中提到主角父親之死時曾描述：「[他]於尼爾蘭迪亞和約簽署的那天死在他寡婦的床上，徹底結束了千日戰爭」。

## 備註
1. 1 2  部分地區現今由巴拿馬所管轄，當時巴拿馬尚未獨立。
2. ↑  "S&S": Small, Melvin & Joel David Singer, Resort to Arms : International and Civil Wars 1816-1980 (1982)
3. ↑  Azcarate, Camilo A. . Online Journal of Peace and Conflict Resolution. 1999年3月, 2.1  [2014-03-09]. （原始内容存档于2003-01-06）.

## 外部連結
- （西班牙文） raicespaisas.com
- （西班牙文） deslinde.org.co
- http://www.siceditorial.com/obra.asp?codigo=277#（页面存档备份，存于）
- http://www.lablaa.org/blaavirtual/economia/banrep1/hbrep22.htm（页面存档备份，存于）*
- http://html.rincondelvago.com/guerra-de-los-mil-dias_1.html（页面存档备份，存于）
- http://www.cucutanuestra.com/temas/historia/acontecimientos/guerra_mil_dias_cucuta.htm（页面存档备份，存于）
- http://bdigital.binal.ac.pa/bdp/guerramil2.pdf（页面存档备份，存于）